# Cercomacra nigricans
Cercomacra nigricans là một loài chim trong họ Thamnophilidae.